# Tim Jenniskens
Tim Jenniskens (23 september 1986) is een Nederlands hockeyer en komt uit voor HC Bloemendaal en het Nederlands elftal. Jenniskens speelt als verdediger en kwam eerder uit voor HC Tilburg. 
Voor de Olympische Zomerspelen 2012 was Jenniskens als reserve buiten het olympisch dorp aangewezen. Toen Klaas Vermeulen in de halve finale geblesseerd raakte, werd Jenniskens voor de finale alsnog toegevoegd aan het team.
Jenniskens studeert bedrijfskunde aan de Universiteit van Amsterdam. Zijn broer Mark is doelman bij Oranje Zwart en kwam twaalf keer uit voor het Nederlands team.

## Erelijst
- 2010 –  Champions Trophy
- 2011 –  Champions Trophy
- 2011 –  Europees kampioenschap
- 2012 –  Olympische Spelen

Sander Baart · 
Billy Bakker · 
Marcel Balkestein · 
Floris Evers · 
Rogier Hofman · 
Robert van der Horst · 
Tim Jenniskens · 
Wouter Jolie · 
Robbert Kemperman · 
Teun de Nooijer · 
Jaap Stockmann · 
Valentin Verga · 
Klaas Vermeulen · 
Bob de Voogd · 
Mink van der Weerden · 
Roderick Weusthof · 
Sander de Wijn ·
Coach: Paul van Ass